# Carlos Larraín
Carlos Aníbal Larraín Peña (Santiago, 18 de noviembre de 1942) es un abogado y político chileno, miembro de Renovación Nacional (RN). 
De conocido perfil conservador, Larraín ejerció durante ocho años como presidente de RN, es decir, desde 2006 hasta 2014. Su carrera política también ha estado marcada por dichos controversiales o irónicos que lo han llevado a ser parodiado.
Desde 2011 hasta 2014, se desempeñó como senador de la República (designado suplente de Andrés Allamand) por la entonces Circunscripción N°16 de la Región de Los Ríos. Anteriormente había sido concejal por la comuna de Las Condes (periodos 1996−1999, y 2000−2011), y alcalde entre 1999 y 2000, en reemplazo de Joaquín Lavín.
Actualmente dirige el programa radial «Polos Opuestos» junto al exministro, Francisco Vidal, con quien participa en ello en Radio El Conquistador.

## Biografía
Nació el 18 de noviembre de 1942, en Santiago, hijo de Fernando Larraín Vial y de María Peña Claro. Por el lado paterno es descendiente directo del conquistador Francisco de Aguirre, y a través de él de la realeza castellana, portuguesa y francesa. También del primer Marqués de Larraín, José Toribio de Larraín,[cita requerida] y de los presidentes de la República Francisco Antonio Pinto y Manuel Bulnes.[cita requerida] Está casado con María Victoria Hurtado Vicuña, con quien es padre de doce hijos.
Estudió en el Saint George's College, en Santiago. Luego ingresó a estudiar a la Facultad de Derecho de la Pontificia Universidad Católica de Chile (PUC), jurando como abogado ante la Corte Suprema, el 7 de agosto de 1967. Al año siguiente cursó una licenciatura en economía y derecho de los seguros en la Universidad de Lovaina, Bélgica.
Su trayectoria profesional le ha permitido ejercer en Chile y Estados Unidos. En 1994, fundó el estudio jurídico «Larraín y Asociados Ltda.» especializado en asuntos societarios, de derecho aeronáutico, financiamiento de proyectos, fusiones y adquisiciones de empresas.
Dejó de ser socio de este estudio una vez que resultó electo presidente del partido Renovación Nacional, en 2006. Además, ha sido director de varias sociedades comerciales y presidente de la Consorcio Nacional de Seguros Vida.

## Carrera política

### Concejal y Alcalde: Las Condes
Inició su carrera política en 1996 al ser electo —en las elecciones municipales de ese año— como concejal de Las Condes, comuna en que era alcalde Joaquín Lavín. Al suceder en junio de 1999 el cargo a este último —luego que este renunciara para presentarse como candidato a la elección presidencial de ese mismo año—, se destacó principalmente en ordenar los gastos (Las Condes es una de las comunas con mayores recursos de Santiago) y sobre todo en el área social y urbanística. Se le reconoce como el principal gestor de la remodelación urbana del Barrio El Golf. Terminó su periodo en diciembre de 2000 entregándole el cargo a Francisco de la Maza, el nuevo alcalde electo. Luego de las elecciones municipales de aquel año retomó su cargo de concejal, siendo reelecto en las municipales de 2004 con la primera mayoría, para ejercer en el periodo 2004−2008.
En 2003 se integró como militante al partido Renovación Nacional (RN) y fue electo vicepresidente de Finanzas. Posteriormente, se presentó como candidato a la presidencia de su partido, disputando el cargo junto a Carlos Cantero —quien retiraría su candidatura— y a Pedro Sabat. La elección se realizó el 27 de mayo de 2006, siendo elegido con el 64% de las preferencias de los miembros inscritos en el partido. Asumió como presidente de RN en mayo de 2006 en reemplazo de Sergio Diez. En las elecciones municipales de 2008, fue el concejal más votado a nivel nacional, para el periodo 2008−2012.

### Senador por Los Ríos
En marzo de 2011 fue designado senador por la Circunscripción 16 de Los Ríos, que Andrés Allamand deja vacante tras ser llamado por el presidente de la República Sebastián Piñera a integrar el gabinete ministerial en reemplazo del renunciado titular de Defensa Nacional, Jaime Ravinet.
Durante su gestión parlamentaria integró las comisiones permanentes de Agricultura, desde el 8 de marzo de 2011 hasta el 12 de marzo de 2012; y de Constitución, Legislación, Justicia y Reglamento, desde el 20 de marzo de 2012 hasta el 10 de marzo de 2014.
Para las elecciones parlamentarias de noviembre de 2013 decidió no presentarse a la reelección por un nuevo periodo (2014−2022).Asimismo, aquello estuvo marcado por el caso de su hijo, Martín Larraín, quien protagonizó un confuso accidente automovilístico del cual terminó absuelto en 2015 debido a elementos probatorios que demostraron que intentó prestar ayuda a la persona fallecida.

### Periodo post-parlamentario
En 2014 dejó la presidencia de RN tras ocho años en el cargo al no presentarse a la reelección. De ese modo, su sucesor fue el también abogado Cristián Monckeberg.
En 2020, Larraín fue el principal rostro del partido en favor de la opción «Rechazo» a una nueva constitución, lo que lo contrapuso al liderazgo emergente de Mario Desbordes, quien intentó conciliar las demandas del Estallido social. Pese a la dura derrota de Larraín en el plebiscito nacional de octubre (22%−78%), dos años más tarde volvería a ganar terreno frente a Desbordes, quien terminó por coincidir con Larraín en rechazar la propuesta de constitucional de 2022, lo que se impuso con un 62% frente al «Apruebo» (38%).
Durante 2023, haría noticia por sus dichos estridentes contra el gobierno de Gabriel Boric. Igualmente, logró captar atención por su intento de presidir RN junto a María José Gatica y Francisco Orrego, emergente figura televisiva que ha sido asociada como una suerte de «pupilo» de Larraín en múltiples ocasiones.

## Cultura popular
En 2013, Carlos Larraín fue imitado y caracterizado por el comediante, Stefan Kramer, en su película «El ciudadano Kramer». En ella, Larraín quedó asociado a la frase de «la chupilca del diablo».

## Historial electoral
| Año  | Tipo        | Territorio | Pacto           | Partido | Votos  | %     | Resultado |
| ---- | ----------- | ---------- | --------------- | ------- | ------ | ----- | --------- |
| 1996 | Municipales | Las Condes | Unión por Chile | Ind. RN | 1642   | 1.47  | Concejal  |
| 2000 | Municipales | Las Condes | Alianza         | Ind. RN | 20 674 | 17.86 | Concejal  |
| 2004 | Municipales | Las Condes | Alianza         | RN      | 23 102 | 22.18 | Concejal  |
| 2008 | Municipales | Las Condes | Alianza         | RN      | 35 612 | 33.08 | Concejal  |